# Cyrano (Damrosch)
Cyrano ist eine Oper in vier Akten von Walter Damrosch (Musik) mit einem Libretto von William James Henderson nach Edmond Rostands Versdrama Cyrano de Bergerac. Sie wurde am 27. Februar 1913 in der Metropolitan Opera New York uraufgeführt.

## Handlung
Die folgende Inhaltsangabe ist eine Übersetzung aus dem Opera Book von Edith Bertha Ordway (1877–1944).

### Erster Akt
Das Innere des Hotel de Bourgogne
In einer großen Halle des Hotel de Bourgogne ist eine Theateraufführung geplant, und das Publikum trifft ein. Kavaliere, Marquis, ein Musketier, ein Blumenmädchen und Pagen treffen ein und nehmen als Zuschauer Platz. Auch Christian und Le Bret kommen. Letzterer erkundigt sich nach der Dame, die normalerweise in einer bestimmten Loge sitze. Er bekennt, dass er sich in sie verliebt habe. Le Bret entgegnet, dass es sich um Roxane, eine Cousine des tapferen Cyrano de Bergerac handele – eine Dame von bemerkenswertem Geist und Esprit. Ragueneau erscheint und erzählt, als er den Namen Cyranos vernimmt, von dessen Können sowohl mit dem Verstand als auch mit dem Schwert. Außerdem erwähnt er die ungewöhnliche Größe seiner Nase. Weitere Personen treffen ein, und schon bald erscheint Roxane und wird von Verehrern umlagert. Sie schenkt keinem von ihnen Gehör, doch als De Guiche eintrifft, lässt sie sich von ihm zu ihrer Loge führen. Das Spiel beginnt.
Montfleury, dem Cyrano wegen seiner Talentlosigkeit und eines Verdachts in Bezug auf Roxane für einen Monat alle Auftritte untersagt hatte, deklamiert gerade, als Cyrano hereinkommt und ihm befiehlt, aufzuhören. De Guiche versucht, Cyrano entgegenzutreten und beleidigt ihn mit Anspielungen auf seine Nase. Cyrano fordert ihn heraus, und improvisiert während des folgenden Kampfes eine Ballade. Er trifft seinen Gegner zeitgleich mit dem Ende des Refrains. Der verwundete De Guiche zieht sich zurück. Das Publikum geht ebenfalls. Nur Cyrano und Le Bret sind übrig, als Roxane mit ihrer Gesellschafterin (der Duenna) aus ihrer Loge kommt. Sie grüßt den Sieger und geht hinaus. Cyrano enthüllt Le Bret, dass er nur gekämpft habe, um einen Blick von ihr zu gewinnen. Er gesteht seine Liebe zu Roxane und erwähnt dabei seine Scham, die er beim Gedanken an seine eigene große Nase empfinde. Eine Nachricht von Roxane wird hereingebracht, in der diese um eine Unterredung mit ihrem Cousin bittet – sie erwarte ihn am nächsten Tag in Ragueneaus Küchenladen. Le Bret geht hinaus, kehrt aber sofort zurück, um zu berichten, dass De Guiche mit hundert Männern nach Cyrano suche, um ihn zum Kampf herauszufordern. In der Zwischenzeit sind Schauspieler und Schauspielerinnen eingetroffen, um auf der Bühne zu proben. Cyrano lädt sie alle ein, dem Kampf zuzusehen.

### Zweiter Akt
„The Poet’s Eating House“, Ragueneaus Küche und Konditorei

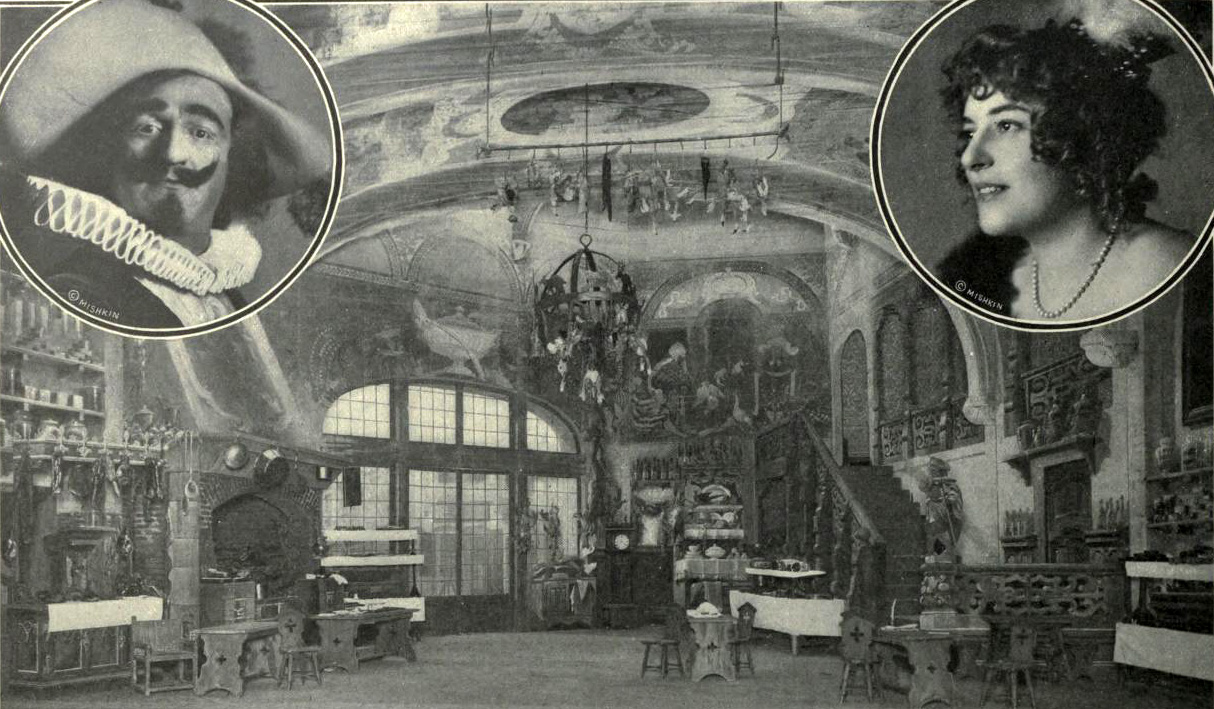
Bühne des zweiten Akts mit Porträts der Hauptdarsteller Pasquale Amato und Frances Alda, 1913

In Ragueneaus Küchenladen schreibt Cyrano, während er auf Roxane wartet, einen Brief, in dem er ihr seine Liebe offenbart. Als er ihre Gesellschafterin nahen sieht, treibt er die anwesenden Personen – größtenteils Herumtreiber und Lehrlinge – aus dem Laden und bestellt eine Mahlzeit, die sie auf der Straße essen muss, während er mit Roxane spricht. Roxane dankt ihm dafür, De Guiche zurechtgewiesen zu haben. Sie fragt ihn, ob er noch immer der freundliche ältere Bruder für sie sein wolle wie zur Zeit ihrer Kindheit, als sie zusammen gespielt haben. Als sie bemerkt, dass er verwundet ist, erklärt er, dass er eine Auseinandersetzung mit einer größeren Zahl Narren gehabt habe. Daraufhin teilt sie ihm mit, dass sie einen Mann liebe, der seine Liebe zu ihr noch nicht bekannt habe – einen gut aussehenden Gascogner Kadetten in Cyranos Kompanie. Sie bittet Cyrano, diesen vor Unbill zu beschützen. Cyrano findet heraus, dass es sich um Christian handelt und verspricht, dass er ihn ihr zuliebe vor Duellen bewahren werde. Anschließend vernichtet er traurig seinen Brief.
Kurz nachdem Roxane gegangen ist, treffen die Gascogner Kadetten ein, darunter Le Bret und Christian, und gratulieren Cyrano für seinen Sieg. Kurz darauf erscheint De Guiche mit Gefolge und verkündet, dass er die Vergangenheit vergessen wolle, da sie aufgrund der Kriegslage Seite an Seite kämpfen müssen. Nachdem er wieder fort ist, fordern die Kadetten Cyrano auf, den Hergang seines Kampfes mit den hundert Männern zu erzählen. Einer der Kadetten informiert Christian vorsichtig darüber, dass es niemand wagen würde, Cyranos Nase zu erwähnen, denn jeder wisse, dass dies sofort zu einem Kampf führen würde. Als Cyrano in knappen Worten den Vorfall berichtet, beweist Christian seinen Mut, indem er die Erzählung dreist mit einem Hinweis auf Cyranos Nase unterbricht. Cyrano erkennt erst jetzt, dass es sich bei dem gutaussehenden Burschen um den von Roxane geliebten Mann handelt. Daher ignoriert er die Beleidigung zunächst. Christian wiederholt sie allerdings noch zwei Mal. Daraufhin wirft Cyrano alle anderen aus dem Raum. Die Kadetten gehen in Erwartung eines ernsten Kampfes hinaus. Cyrano dagegen geht freundlich auf Christian zu, der überrascht erfährt, dass die von ihm geliebte Dame seine Zuneigung erwidere und einen Brief von ihm erwarte. Christian gibt zu, dass er ein Narr sei, kein Redetalent besitze und nicht schreiben könne. Cyrano wünscht sich, dass er selbst nur die Hälfte von Christians Schönheit besäße, bietet dann aber selbstlos an, dass er Christians Esprit sein und ihm dabei helfen wolle, sie zu gewinnen. Christian stimmt dem Plan zu. Die Kadetten kehren zurück, überrascht, dass Christian und Cyrano unverletzt und freundlich zueinander sind.

### Dritter Akt
Ein kleiner Platz im alten Marais

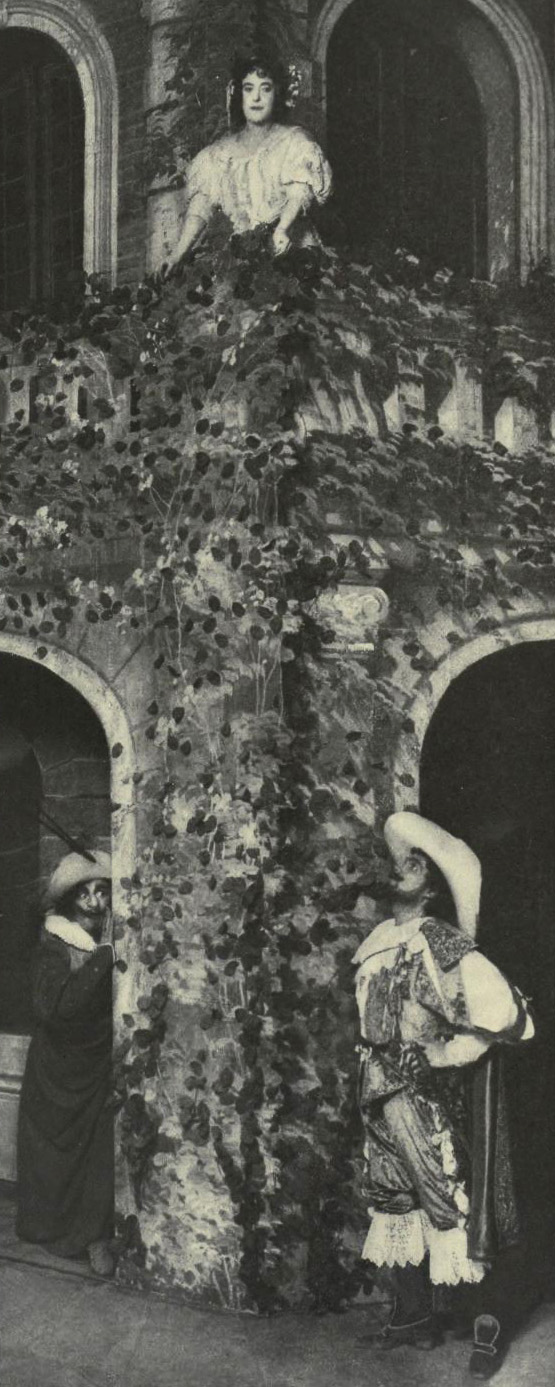
Die Balkonszene im dritten Akt, 1913

Auf dem Platz vor Roxanes Haus ist Musik zu hören. Kurz darauf kommen sie und die Duenna aus dem gegenüberliegenden Haus. Roxane begibt sich alleine zum Brunnen. De Guiche kommt, um sich von ihr zu verabschieden, bevor er in den Krieg zieht. Er teilt ihr mit, dass die Gascogner Kadetten einschließlich ihres Cousins Cyrano unter seinem Kommando stehen. Sie spricht freundlich mit ihm, weil sie sich um Christian sorgt. Er benutzt die Gelegenheit zu einem Versuch, sie zu umarmen. Als sie seinen Rachedurst gegen Cyrano bemerkt, nutzt sie diesen, um Christian zu schützen, indem sie De Guiche erzählt, dass Christian froh darüber sein werde, in den Krieg zu ziehen. Wenn De Guiche sich wirklich an Cyrano rächen wolle, müsse er ihn inaktiv zu Hause lassen, während er selbst gehe. De Guiche, der über ihre Hilfe erfreut ist, gibt vor, dass er ohne die Gascogner Kadetten ausrücken wolle, und will Roxane wenig später in einem nahegelegenen Kloster treffen. Roxane zieht sich in ihr Haus zurück, als er geht. Sie glaubt, richtig darin zu handeln, sich mit De Guiche zu verabreden, um Christians Sicherheit zu gewährleisten.
Mittlerweile sind Cyrano und Christian auf dem Platz eingetroffen. Ersterer bittet Christian, die Reden, die er Roxane halten soll, noch einmal durchzugehen. Doch Christian ist es leid, bei der Liebe angeleitet zu werden. Cyrano sieht Roxane kommen und geht fort. Roxane, die De Guiche erwartet hatte, ist überrascht und erfreut, auf Christian zu treffen. Dieser versucht, ihr seine Liebe zu erklären. Doch ist er so ungeschickt in seiner Rede, dass sie die Geduld verliert und in ihr Haus geht. Als Cyrano zurückkommt, fleht ihn der verzweifelte Christian um Unterstützung an. Cyrano verspricht zögernd, ihm bei einer Serenade an Roxane zu soufflieren. Sie stellen sich unter ihr Fenster, und sie erscheint auf Christians Rufen. Cyranos geistreiche Rede ist so erfolgreich, dass sie den Zwist beendet und ankündigt, wieder herauszukommen. Da das jedoch böse enden würde, muss Christian sie überreden, das nicht zu tun. Schließlich lädt sie ihn ein, auf ihren Balkon zu klettern. Cyrano drängt Christian, hinaufzugehen und seinen Kuss entgegenzunehmen.
Der wachsame, aber kummervolle Cyrano hört jemanden kommen und ruft Roxane. Als sie und Christian den Platz betreten, nähert sich ein Mönch mit einem Brief für Roxane. Darin schreibt De Guiche, dass er sie in einer Stunde alleine hier treffen wolle. Roxane, die bemerkt, dass der Priester den Inhalt des Briefes nicht kennt, behauptet, dass De Guiche sie darin auffordere, unverzüglich Christian zu heiraten. Sie betritt mit Christian und dem Mönch wieder das Haus, während Cyrano draußen bleibt, um De Guiche abzufangen und vom Haus fernzuhalten. Als letzterer eintrifft, fällt Cyrano vor ihm zu Boden, als wäre er aus großer Höhe gestürzt. Er gibt De Guiche darüber eine fantastische Erklärung, die De Guiche lange genug in Anspruch nimmt. Anschließend gibt sich Cyrano zu erkennen. Roxane und Christian erscheinen, gefolgt vom Mönch und der Gesellschafterin, an der Haustür, und Cyrano teilt De Guiche mit, dass die beiden nun verheiratet seien. Verärgert befiehlt De Guiche Christian, sich von seiner Frau zu verabschieden und in den Krieg zu ziehen. Er zeigt Cyrano den Marschbefehl, so dass den Liebenden nichts anderes übrig bleibt als die Trennung. Cyrano ist insgeheim froh darüber, und als Roxane ihm Christians Schutz anvertraut, verspricht er, dass sie jeden Tag einen Brief erhalten werde.

### Vierter Akt
Erstes Bild. Schanze bei der Belagerung von Arras. Morgendämmerung
Im Lager der Gascogner Kadetten schlafen alle bis auf den Wache haltenden Le Bret und den gerade eintreffenden Cyrano. Le Bret tadelt ihn, weil er sein Leben riskiert hat, um für einen der anderen Männer einen Brief zu überbringen. Cyrano erzählt jedoch von seinem Versprechen und geht in sein Zelt, um einen weiteren Brief zu schreiben. Christian kommt dort zu ihm. Er wünscht, er hätte die Zeit, einen letzten Brief zu schreiben, bevor sie in die Schlacht ziehen. Cyrano gibt ihm einen bereits geschriebenen Brief und fragt ihn, ob dieser ausreiche. Christian entdeckt eine Träne darauf, die Cyrano damit erklärt, dass er sich selbst eingeredet habe, dass der Brief ernst gemeint sei. Er teilt Christian außerdem mit, dass er, weil Roxane so begierig auf die Briefe war, mehr geschickt habe, als Christian wisse – manchmal zwei am Tag. Christian erkennt die Gefahr, in die er sich gebracht haben muss, um sie abzusenden, und schaut ihn verwundert an, als eine Kutsche des Königs eintrifft. In Gegenwart der salutierenden Kadetten und De Guiches erscheint Roxane, begleitet von Ragueneau. Sie ist gekommen, um ihren geliebten Mann zu sehen, und wendet sich Christian zu. Cyrano besteht darauf, dass sie nicht bleiben könne, und De Guiche verkündet, dass die Schlacht in einer Stunde an dem Ort beginnen werde, an dem sie gerade stehen. Roxane schickt ihn weg, und Cyrano geht in sein Zelt. Darauf teilt Roxane Christian mit, dass seine wunderbaren Briefe ihr seine Seele offengelegt haben und sie ihn nun doppelt liebe. Er protestiert, kann sich aber nur von ihr losreißen, indem er sie bittet, mit seinen Kameraden zu sprechen, die in Kürze das Kriegsglück auf sich nehmen müssen. Als sie geht, kommt Cyrano, und Christian spricht ihn darauf an, dass er (Cyrano) derjenige sei, den Roxane liebe, nicht er selbst. Cyrano entgegnet, dass Christian ihr nun von ihrer Übereinkunft erzählen und sie zwischen ihnen wählen lassen müsse – doch Christian eilt davon. Roxane kommt auf der Suche nach Christian zurück. Als sie mit Cyrano spricht, fällt ein Schuss, und Christians Leiche wird gebracht. In ihrer Trauer wirft sich Roxane auf ihn und findet in seiner Tasche seinen letzten leidenschaftlichen Brief an sie. Cyrano erkennt, dass sie jetzt mehr denn je den Mann lieben wird, den sie für ihren Ehemann hält, und es nach seinem Tod unmöglich sein wird, ihr den wahren Verfasser der Briefe zu offenbaren. Roxane wird fortgebracht, und Cyrano kämpft hart in der Schlacht, bis er schließlich schwer verwundet wird.
Zweites Bild. Ein Klostergarten in der Nähe des Schlachtfelds

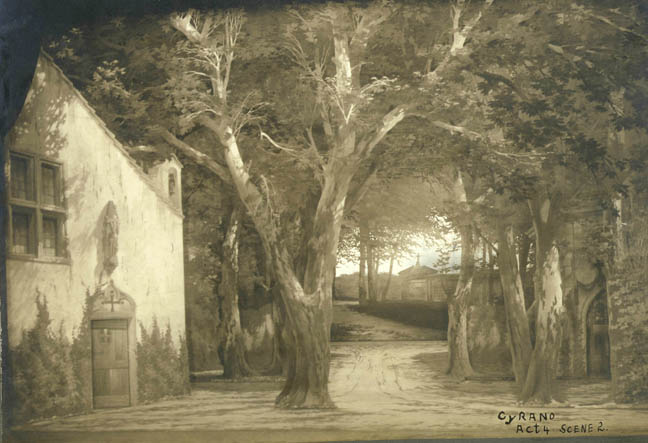
Bühne der zweiten Szene des vierten Akts, 1913

Einige Meilen entfernt vom Schlachtfeld versammeln sich Nonnen zum Gebet, als Roxane, bleich und in Unordnung, mit Ragueneau eintrifft, um Schutz zu suchen. Die Stiftvorsteherin heißt sie willkommen und teilt ihr mit, dass sich bereits zwei Flüchtlinge eingefunden hätten. Als sie alle ins Kloster gehen, tritt der schwer verwundete Cyrano in den Garten und setzt sich auf eine Steinbank. Roxane kommt aus dem Kloster und beklagt, als sie ihn erkennt, seinen schlechten Zustand. Doch er spricht von Christian, und sie holt seinen letzten Brief hervor. Cyrano nimmt ihn und fängt auf ihre Bitte an, ihn laut vorzulesen. Inzwischen ist es Nacht geworden, und obwohl er weiter liest, weiß Roxane, dass er die Seiten nicht mehr sehen kann. Sein Tonfall und seine Worte seine Worte erinnern sie an ihre frühere gegenseitige Zuneigung. Sie sagt ihm, dass sie wisse, dass er den Inhalt des Briefs aufsage und nicht lese, und dass es daher sein eigener Brief sein müsse. Dann wird ihr klar, was er getan hat, und das sie seinen Rivalen für Cyranos Geist und Tugenden geliebt hat. Er bringt jedoch weiterhin die Kraft auf, alles zu leugnen – auch, dass er sie liebt. Dann gerät er vor Schmerzen ins Delirium und spricht mühsam von vergangenen Schlachten. Nachdem er seine Stärke wiedergewonnen hat, spricht er von seinem bevorstehenden Tod und freut sich darüber, dass beim Eintritt seiner Seele in den Himmel zumindest seine Soldatenehre unbefleckt geblieben sei. In dieser Freude und mit Roxanes Küssen auf seinen Lippen stirbt er.

## Gestaltung
Richard Aldrich, der Rezensent der New York Times, beschrieb die Musik als „post-wagnerianisch“. Die Charaktere singen vorwiegend in mehr oder weniger melodiösen Ariosi, die sich gelegentlich zu fest geformten Arien erweitern. Es gebe viele Ensemblesätze, Terzette, Quartette und Chöre. Auch dem Orchester sei eine große Bedeutung zugewiesen. Es gebe mehrere Leitmotive, aus denen ein Großteil des musikalischen Materials gewonnen sei. Sie seien den verschiedenen Charakteren zugeordnet und leicht wiederzuerkennen. Besonders das Motiv für Cyranos Nase, eine Skala aus Ganzton-Intervallen, falle auf, da es das einzige Thema der Oper sei, in dem diese moderne Formel erscheine – ebenso herausragend wie die Nase des Protagonisten.

## Werkgeschichte
Zu Beginn des 20. Jahrhunderts plante Giulio Gatti-Casazza, der Intendant der Metropolitan Opera, dem Publikum eine große amerikanische Oper eines amerikanischen Komponisten mit einem originalen englischsprachigen Libretto vorzustellen. Im Mai 1911 entschied man sich für Horatio Parkers Oper Mona, die einen Preis erhielt und im folgenden Jahr uraufgeführt wurde. Zu den drei Preisrichtern zählte auch Walter Damrosch. Dieser bat Gatti und den Dirigenten Arturo Toscanini wenig später in sein Haus, um ihm seine eigene etliche Jahre zuvor (den Lebenserinnerungen von Gattis Ehefrau Frances Alda zufolge sieben oder acht Jahre, laut der Aufführungsankündigung der New York Times zwölf Jahre) komponierte Oper Cyrano vorzustellen, die er kürzlich überarbeitet hatte. Nachdem ihnen Damrosch das Werk vorgespielt hatte, baten sie ihn, den vierten Akt neu zu schreiben. Anschließend akzeptierten sie die Oper für die Metropolitan Opera. Da sich im Laufe der Proben herausstellte, dass das Werk noch zu lang war, musste Damrosch widerwillig Kürzungen vornehmen, die einige Verwirrung während der Proben hervorriefen.
Damroschs Oper Cyrano basiert auf dem vielfach bearbeiteten Versdrama Cyrano de Bergerac von Edmond Rostand. Das Libretto verfasste William James Henderson, Musikkritiker bei der New York Sun. Offenbar holten Henderson und Damrosch bei Rostand keine Lizenz für ihre Bearbeitung ein, denn dieser beschwerte sich in einem öffentlichen Interview darüber, dass sein Text verwendet wurde, ohne ihn zuvor zu konsultieren. Er musste allerdings zugeben, dass er sich kein Copyright für Amerika verschafft hatte und sich somit auf eine Protestaktion beschränken müsse. Er werde deshalb niemals seine Zustimmung zu dieser Oper geben und eine Aufführung in allen anderen Ländern untersagen, da er für diese das Copyright besitze. Damrosch selbst hatte allerdings von Anfang an beabsichtigt, seine Tantiemen aus der Oper nach Abzug von Hendersons Honorar mit Rostand zu teilen.
Die Uraufführung fand am 27. Februar 1913 in der Metropolitan Opera New York unter der musikalischen Leitung von Alfred Hertz statt. Regie führte Jules Speck. Das Bühnendesign stammte von Antonio Rovescalli und die Kostüme vom Maison Muelle. Die Hauptrollen sangen Pasquale Amato (Cyrano de Bergerac), Frances Alda (Roxane), Riccardo Martin (Christian), Albert Reiss (Ragueneau), Vera Curtis (Lise), Marie Mattfeld (Duenna), Putnam Griswold (De Guiche), William Hinshaw (Le Bret), Louise Cox (Flower Girl), Florence Mulford (Mother Superior) und Lambert Murphy (Montfleury). Es gab insgesamt sechs Aufführungen.

Sänger der Uraufführung von 1913
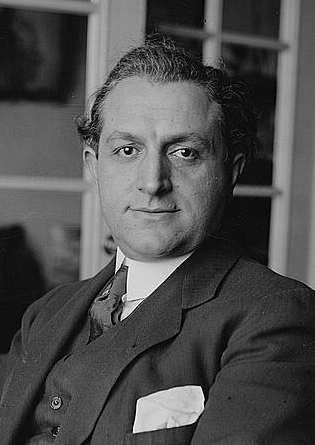
Pasquale Amato (Cyrano)
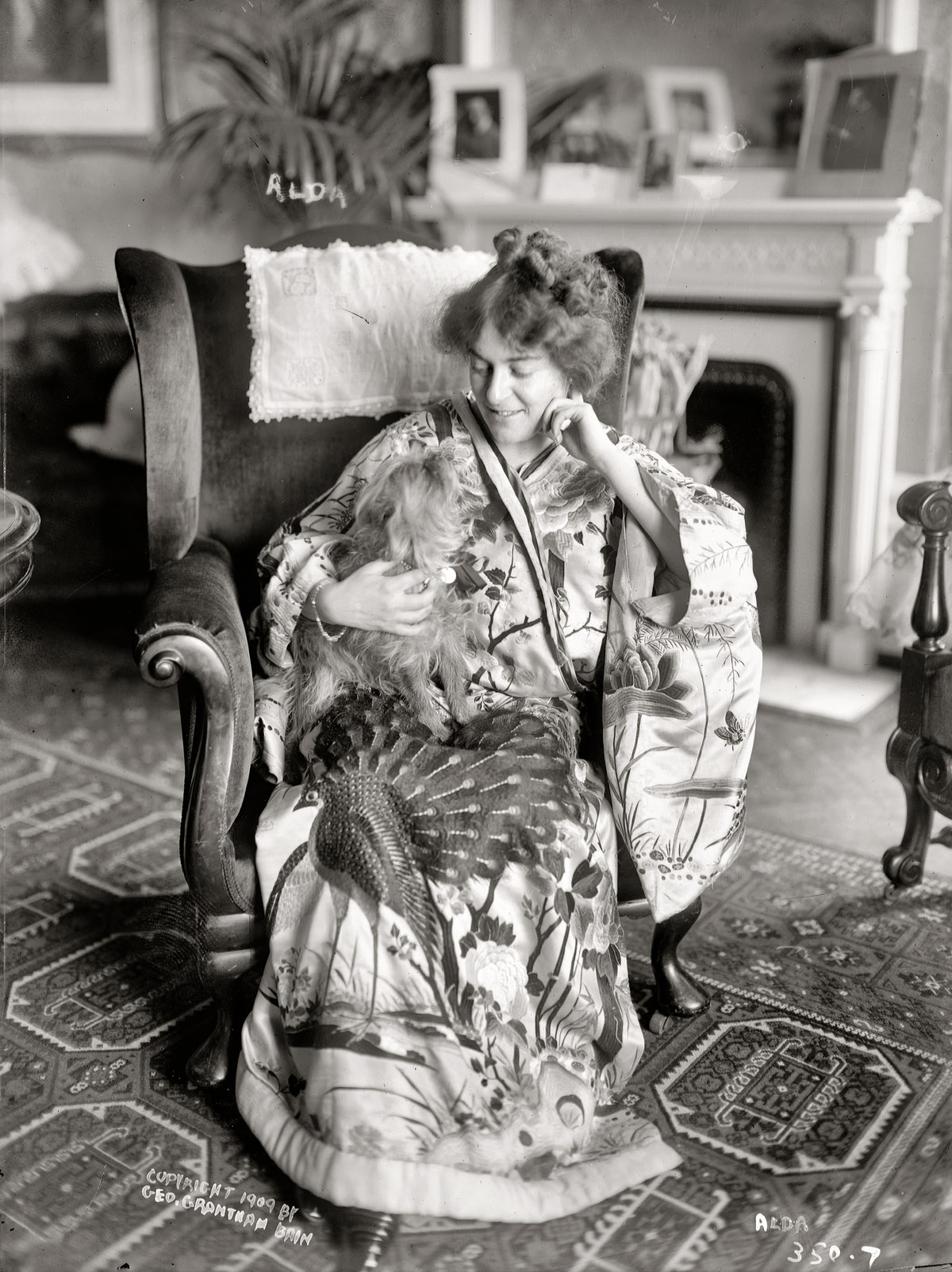
Frances Alda (Roxane)
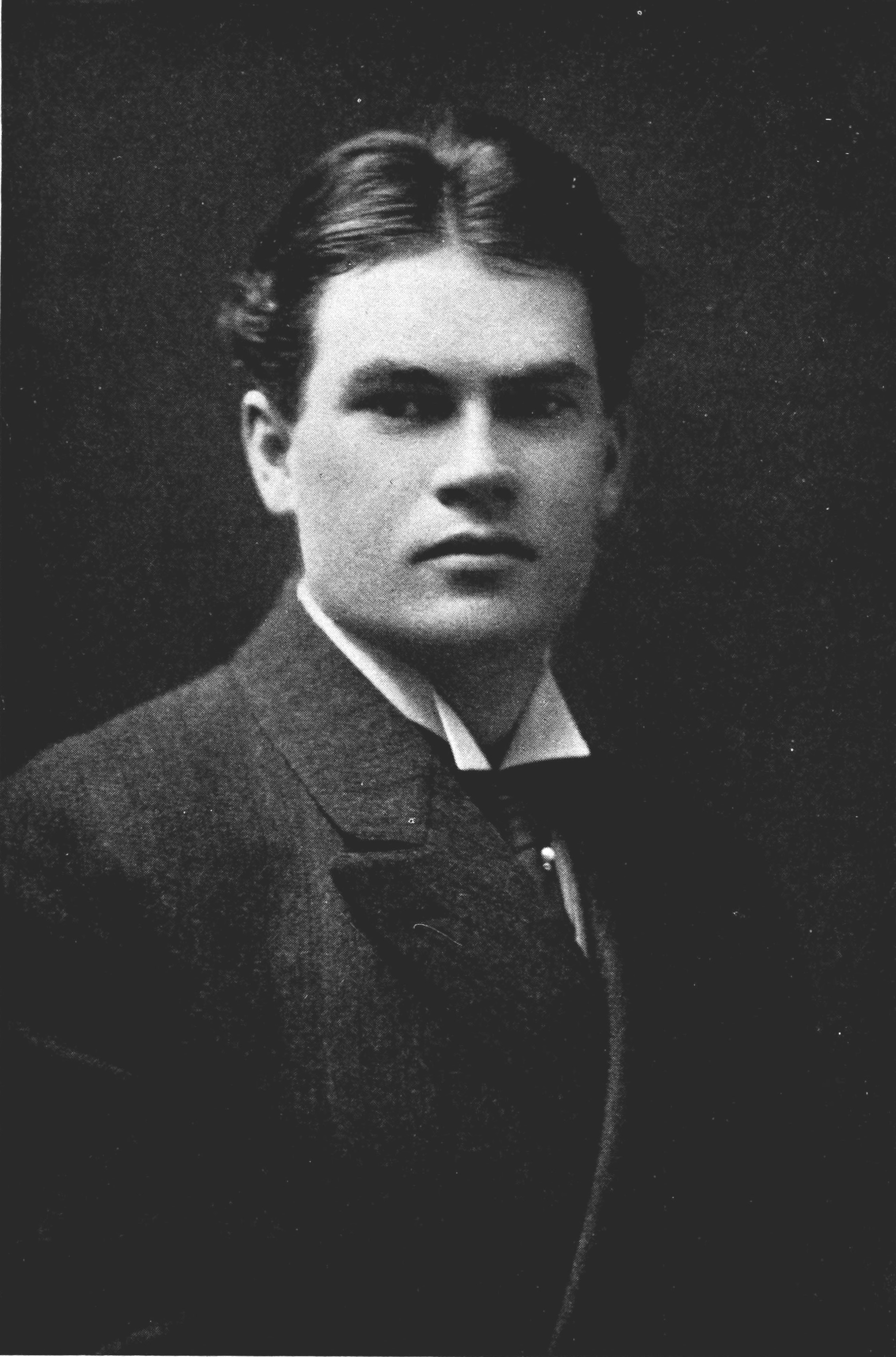
Riccardo Martin (Christian)
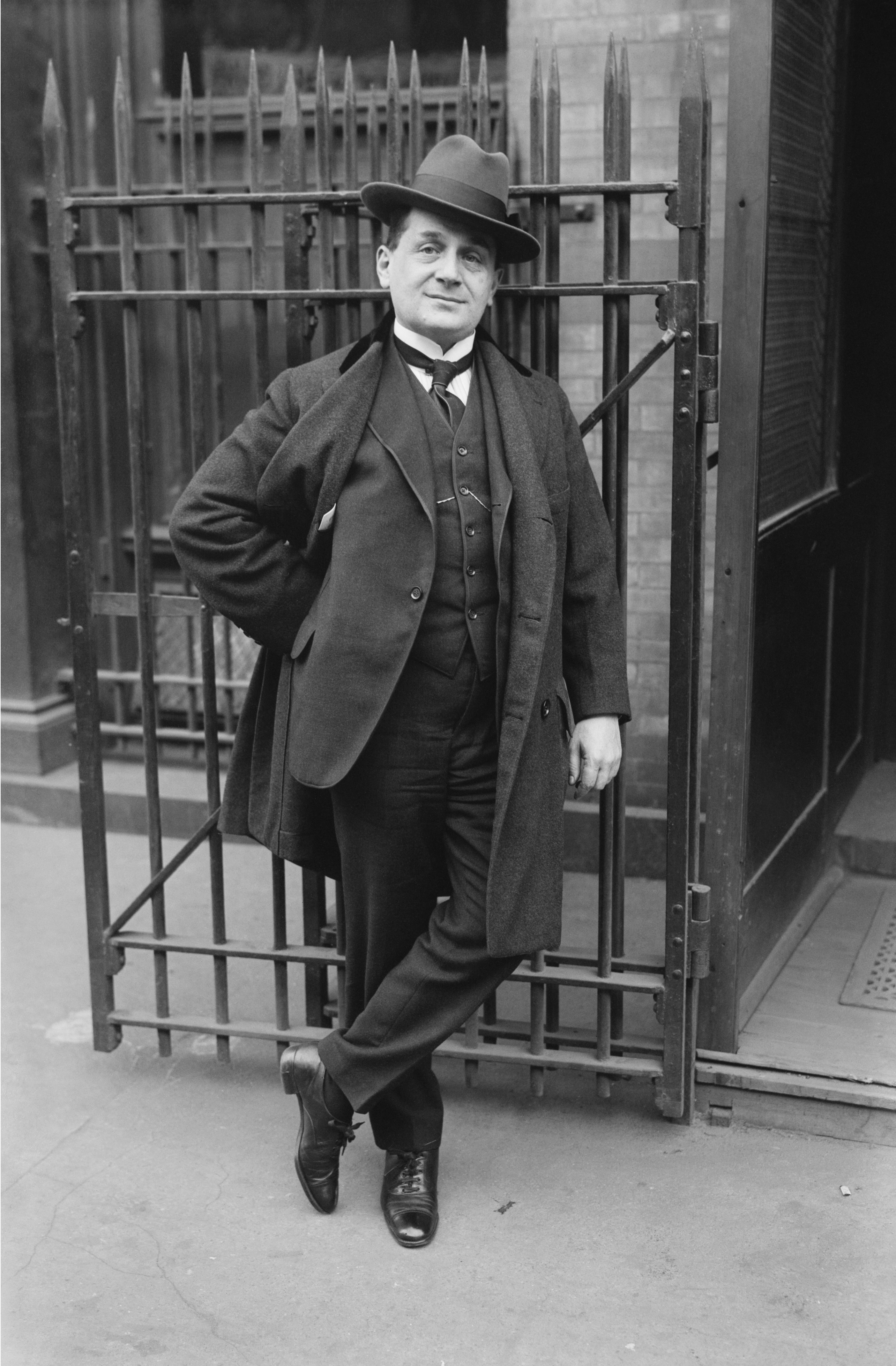
Albert Reiss (Ragueneau)
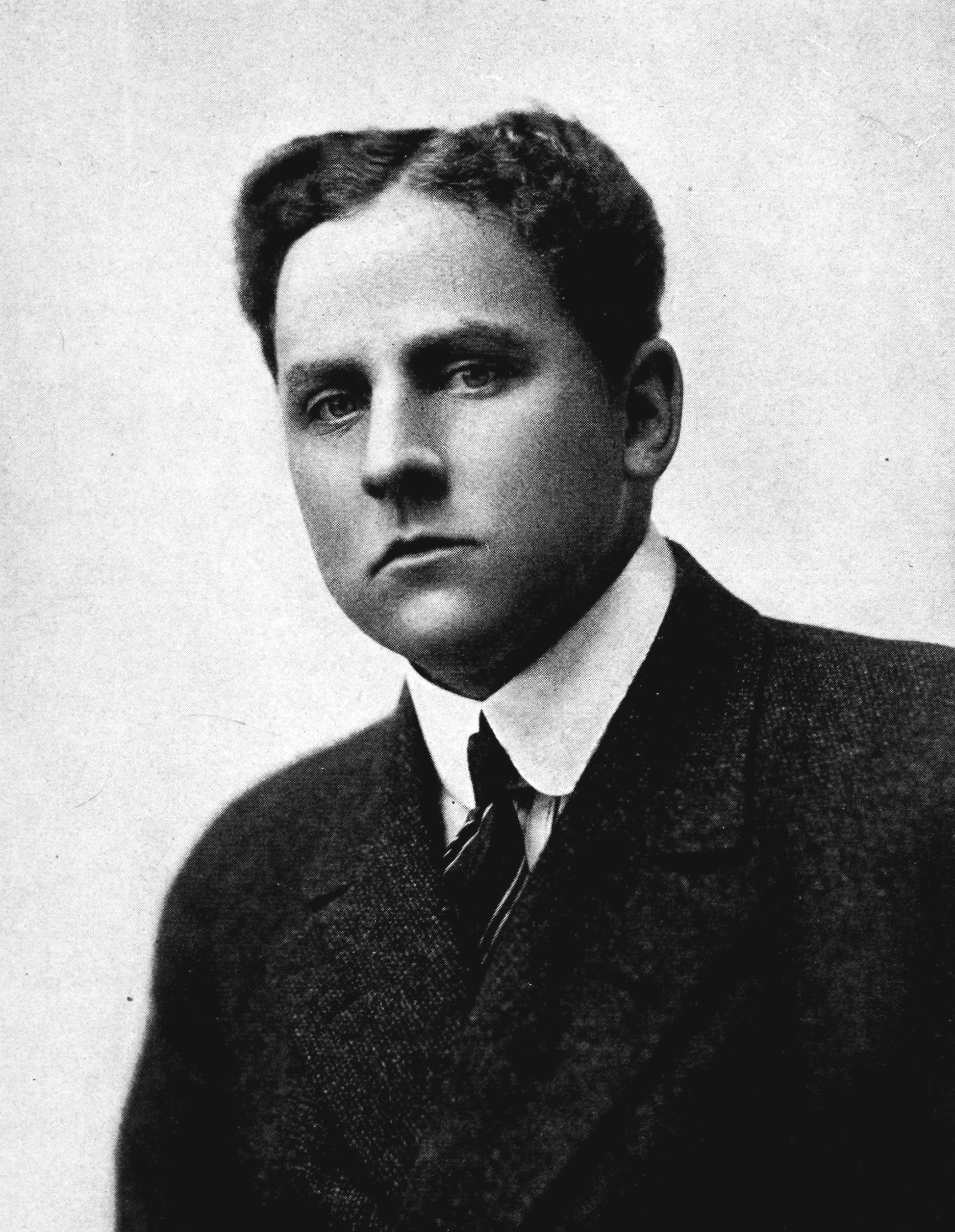
Putnam Griswold (De Guiche)

Die Oper wurde bei der Premiere vom Publikum freundlich aufgenommen. Es gab Applaus nach jedem Akt, und der Komponist hielt nach dem dritten Akt eine kurze Dankesrede. Richard Aldrich, der Rezensent der New York Times sowie langjähriger Freund und Arbeitskollege des Librettisten, meinte, dass das Werk mehr als nur den erwarteten Achtungserfolg verdiene. Er rühmte besonders das operatische Gespür und die literarischen Fähigkeiten des Librettisten sowie Struktur und Versbildung des Textes. Die Musik sei gekonnt, schwungvoll und in vielen Teilen von Spontaneität geprägt, könne aber nicht als inspiriert, originell oder kraftvoll bezeichnet werden. Die musikalische Charakterisierung der Personen sei gelungen. Die Darstellung der einzelnen Szenen dagegen bewertete Aldrich differenziert. Auch der Rezensent des Boston Evening Transcript lobte vor allem die Qualitäten des Librettos. Die Musik Damroschs dagegen sei zwar angemessen und einfallsreich, aber eine Vertonung des Cyrano de Bergerac würde mehr erfordern. Er vermisste romantischen Überschwang und Grußtuerei („romantic exuberance and swagger“), ausgelassenen Humor und Fantasie („the music should have humor and fantasy and have it wildly“).
Am 20. Februar 1941 gab es noch eine konzertante Aufführung einer überarbeiteten Fassung in der Carnegie Hall. Anschließend geriet das Werk in Vergessenheit.